# Ben Feldman

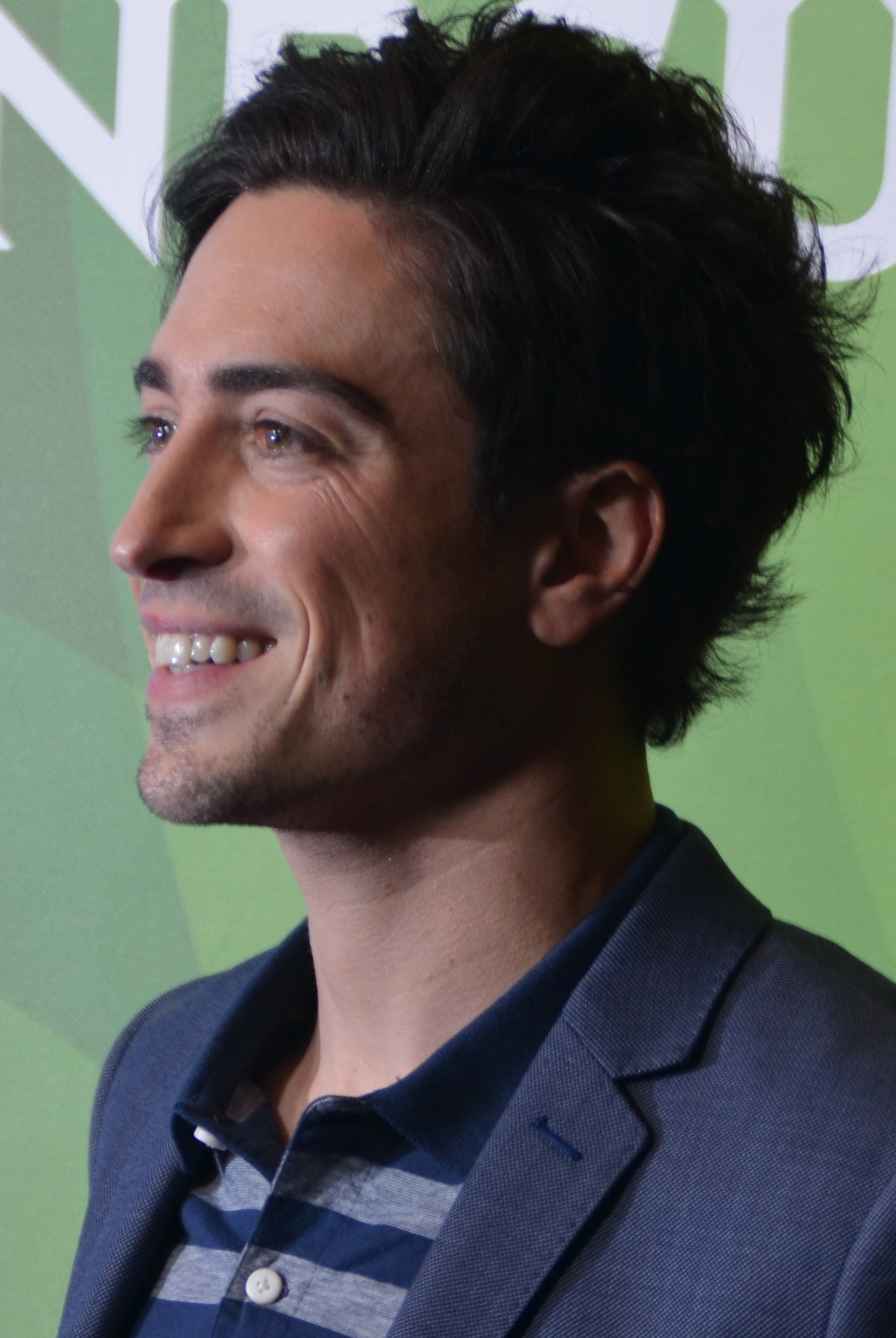
Ben Feldman im Juli 2014

Ben Feldman (* 27. Mai 1980 in Washington, D.C.) ist ein US-amerikanischer Schauspieler. Bekannt wurde er vor allem durch seine Rollen in den Fernsehserien Drop Dead Diva und Mad Men.

## Leben
Ben Feldman wurde in Washington, D.C. geboren und wuchs dort als Sohn einer konservativen jüdischen Familie auf. Er besuchte das Ithaca College in New York und schloss sein Studium mit einem Bachelor of Fine Arts ab. Danach zog Feldman nach New York und trat dort in ersten Broadway-Inszenierungen auf.
Nach seinem Umzug nach Los Angeles war er ab dem Jahr 2003 auch in Film- und Fernsehproduktionen zu sehen. Seinen Durchbruch hatte er mit der Rolle des Fred in der Fernsehserie Drop Dead Diva, die er von 2009 bis 2012 in 37 Episoden verkörperte. Ab 2012 spielte er in der AMC-Fernsehserie Mad Men die Rolle des Werbetexters Michael Ginsberg.
Gemeinsam mit Eduardo Porto Carreiro betreibt er das Weingut Angelica Cellars. Seit dem Jahr 2013 ist er mit Michelle Mulitz verheiratet. Das Paar hat zwei Kinder.

## Filmografie (Auswahl)
- 2003: Hagelsturm – Die Wetterkatastrophe (Frozen Impact, Fernsehfilm)
- 2003: Office Girl (Fernsehserie, Folge 2x06)
- 2003: The Mayor (Fernsehfilm)
- 2005: When Do We Eat?
- 2005: The Perfect Man
- 2005–2007: Living with Fran (Fernsehserie, 26 Folgen)
- 2007: Them (Fernsehfilm)
- 2007: Numbers – Die Logik des Verbrechens (NUmb3rs, Fernsehserie, Folge 4x09)
- 2008: Cloverfield
- 2008: Las Vegas (Fernsehserie, Folge 5x15)
- 2008: Extreme Movie
- 2008: The New Adventures of Old Christine (Fernsehserie, Folge 3x06)
- 2009: Freitag der 13. (Friday the 13th)
- 2009: Medium – Nichts bleibt verborgen (Medium, Fernsehserie, 3 Folgen)
- 2009: Can Openers (Fernsehfilm)
- 2009: See Kate Run (Fernsehfilm)
- 2009: CSI: Vegas (CSI: Crime Scene Investigation, Fernsehserie, Folge 10x03)
- 2009–2012, 2014: Drop Dead Diva (Fernsehserie, 38 Episoden)
- 2012: Departure Date
- 2012–2014: Mad Men (Fernsehserie, 29 Folgen)
- 2013: The Mindy Project (Fernsehserie, 2 Folgen)
- 2013: Major Crimes (Fernsehserie, Folge 2x03)
- 2014: Katakomben (As Above, So Below)
- 2014–2015: A to Z (Fernsehserie, 13 Folgen)
- 2014–2015: Silicon Valley (Fernsehserie, 13 Folgen)
- 2015–2021: Superstore (Fernsehserie, 113 Folgen)
- 2015: 400 Days
- 2016: Between Us
- 2017: Thumper
- seit 2021: Monster bei der Arbeit (Fernsehserie, Sprechrolle)
- seit 2023: Mayfair Witches (Fernsehserie)